# Evropský mechanismus směnných kurzů
Evropský mechanismus směnných kurzů (anglicky European Exchange Rate Mechanism, zkratka ERM) byl systém představený Evropským hospodářským společenstvím (EHS) 13. 3. 1979 jako součást evropského měnového systému (EMS), který měl za cíl udržet stabilitu evropských měn a zároveň redukovat proměnlivost hodnot daných měn. Tyto kroky měly být předpokladem pro vznik Evropské měnové unie a pro přestavení návrhu jednotné měny (eura), k čemuž došlo 1. 1. 1999.
Po osvojení eura v 11 členských zemí Evropy se politika EU zaměřila na propojování měn zemí EU mimo eurozónu. Cílem bylo zvýšit stabilitu daných měn a zavést tak stabilní mechanismus, který do eurozóny přiláká nové členy. Tento mechanismus je známý jako ERM II, který nahradil ERM.

## Podmínky přechodu od ERM k ERM II
Země zapojené do ERM II musí kurzy svých měn udržovat v povoleném maximálním fluktuačním pásmu ± 15 % (výjimkou je Dánsko, pro které je stanoveno užší fluktuační pásmo ± 2,25 %). Nesmí dojít k devalvaci centrální parity, ale revalvace je přípustná. Jednou z podmínek pro přijetí do eurozóny je nutné alespoň dvouleté setrvání v ERM II za výše uvedených podmínek.
V roce 2020 byly v ERM II tři národní měny (dánská koruna, bulharský lev a chorvatská kuna). ERM II prošlo již 8 států eurozóny. ERM byl hlavní součástí Evropského měnového systému, který odstartoval v březnu 1979 a 1. 1. 1999 byl nahrazen eurozónou.

## Omezení
Základní šířka fluktuačního pásma byla původně stanovena na ± 2, 25 %. Pro některé země byla udělena výjimka širšího rozpětí a to ± 6 % (nejprve pro Itálii, pak také pro Velkou Británii, Španělsko a Portugalsko). Funkcí hranic tohoto pásma byla role intervenčních bodů, které ukládaly povinnost centrálním bankám k automatickým a neomezeným intervencím. Intervence i uvnitř pásma však byly obvyklé. Existovaly zde tzv. indikátory divergence, které dávaly včasná varování, která upozorňovala na nadměrné odchylování kurzu od centrální parity.
Soubor úvěrových nástrojů byl k dispozici pro plynulé fungování intervenčního mechanismu ERM. Funkcí těchto úvěrových nástrojů bylo sloužit tak, aby ta centrální banka, která nedosahuje potřebnou výší vlastních devizových prostředků, si mohla vypůjčit potřebnou likviditu od partnerské centrální banky. Evropský fond pro měnovou spolupráci hrál přitom roli koordinátora.
Rozšíření fluktuačních pásem na ± 15 % si vynutily měnové turbulence v letech 1992–1993. Což bylo doprovázeno spekulačními tlaky o kurzech členských měn ERM. Tato rozšířená pásma ERM fungovala až do vzniku eurozóny. Ve výsledku byla účast v tomto systému vyhodnocena jako jedno z maastrichtských konvergenčních kritérií. Poté přišel systém ERM II (nahrazoval systém ERM), který upravoval kurzové otázky mezi členskými a nečlenskými státy eurozóny.

## Konvergenční kritéria
Základní podmínkou pro vstup do eurozóny, je nutné splnit konvergenční, tzv. maastrichtská kritéria. Tato kritéria jsou uvedena v čl. č. 140/1 Smlouvy o fungování EU a v Protokolu č. 13 o kritériích konvergence a Protokolu č. 12 o postupu při nadměrném schodku.

### 1) Cenová stabilita
Členský stát dlouhodobě vykazuje cenovou stabilitu, průměrnou míru inflace. Míra inflace nesmí překročit 1, 5 procentních bodů inflace nanejvýš tří členských států, které dosáhly nejlepších výsledků cenové stability. Harmonizovaný index spotřebitelských cen (HICP) je indikátorem této inflace.

### 2) Dlouhodobě udržitelný stav veřejných financí
a) kritérium veřejného deficitu – schodek v HDP nesmí překročit 3 %, deficit se vztahuje k ústřední vládě včetně regionálních a místních úřadů a fondů sociálního zabezpečení (kromě komerčních operací, které jsou definovány v Evropském systému makroekonomických účtů)
b) kritérium veřejného dluhu – poměr veřejného dluhu nesmí překročit ve vztahu k HDP 60 %, veřejným dluhem je míněn hrubý úhrn dluhů v nominálních hodnotách na konci roku, konsolidovaných uvnitř a mezi jednotlivými odvětvími státního sektoru

### 3) Kritérium kurzu měny a účasti v ERM II
Členský stát dodržoval rozpětí, které je stanoveno mechanismem směnných kurzů Evropského měnového systému (bez přílišného napětí v posledních dvou letech). Stát by neměl z vlastní iniciativy devalvovat směnné kurzy domácí měny vůči kterémukoliv jinému členského státu EU.

### 4) Kritérium dlouhodobých úrokových sazeb
V průběhu jednoho roku šetření by členský stát neměl překročit nominální úrokovou sazbu více, než o 2 procentní body úrokovou sazbu členských států, které dosáhly nejlepších výsledků v oblasti cenové stability. Na základě výnosů státních dluhopisů nebo cenných papírů se zjišťuje úroková sazba.

## Záměr a fungování ERM
Členské země a tedy i jejich měny měly stanovenu centrální paritu vůči ECU. Pomocí těchto parit byly vyčíslovány centrální parity pro dvoustranné kurzy členských měn, uspořádané následně do paritní mřížky.
Pro plynulé fungování intervenčního mechanismu ERM byl k dispozici soubor úvěrových nástrojů. Tyto pohotové úvěrové zdroje měly sloužit k tomu, aby ta centrální banka, která nedisponovala dostatečnou výší vlastních devizových prostředků, si mohla vypůjčit potřebnou likviditu od partnerské centrální banky. Důležitou koordinační roli přitom sehrával Evropský fond pro měnovou spolupráci.
Britský ministr financí Denis Healey se obával, že z ERM bude profitovat hlavně německá ekonomika, což po 2. světové válce nechtěl dopustit. Proto se Británie do ERM v roce v 1979 nezapojila, k jejímu připojení došlo až v roce 1990.

## Historický směnný režim pro členské státy EU
Eurozóna byla založena prvními 11 členskými státy 1. 1. 1999. První rozšíření eurozóny se týkalo Řecka a nastalo 1. 1. 2001. Rok na to vstoupilo euro fyzicky do oběhu. Další rozšíření se týkalo státu, které do EU vstoupily v roce 2004 a následně se staly součástí eurozóny 1. 1. V následujících letech: Slovinsko (2007), Kypr (2008), Malta (2008), Slovensko (2009), Estonsko (2011), Lotyšsko (2014) a Litva (2015). Na základě podpisu Maastrichtské smlouvy z roku 1992 jsou všichni členové EU povinni osvojit si euro na základě podmínek daných ve vstupních smlouvách. Nicméně až po splnění ekonomických konvergenčních kritérii, mohou být státy přijaty do eurozóny.